# Юзеф Сильвестр Сосновський
Юзеф Сосновський (пол. Józef Sosnowski ? — 1783) — державний діяч Речі Посполитої, шляхтич гербу Наленч. Писар польний литовський в 1764—1771 роках, воєвода смоленський в 1771—1775 роках, польний гетьман литовський в 1775—1780 роках, воєвода полоцький з 1781 року, маршалок елекційному сейму з 1764 року.

## Біографія

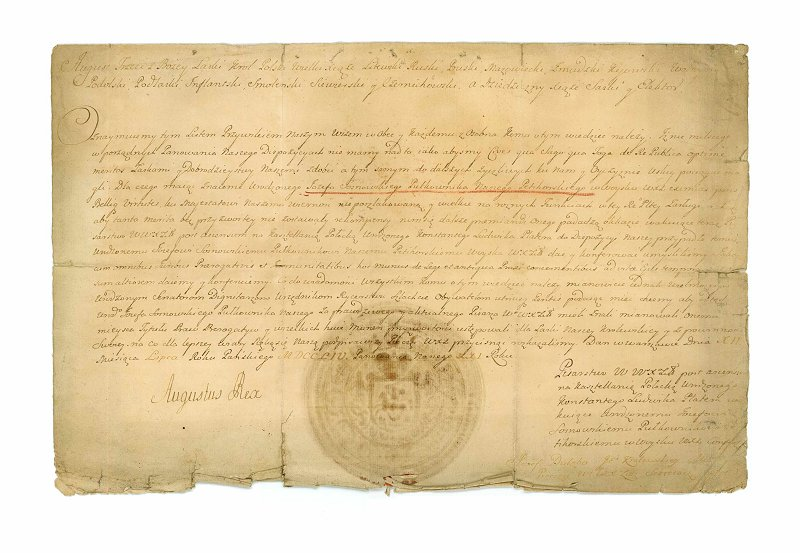
Привілей на посаду польного гетьмана литовського полковнику Ю. Сосновському. Королівський рукопис Августа III, печатка велика литовська, канцлер Юзеф Дуленба, 12 липня 1754 року. Приватна колекція

Герб Наленч

Вступивши в литовське військо, пов'язав себе з партією кандидата на престол Адама Чорторийського і його двоюрідного брата, майбутнього короля Станіслава Августа Понятовського. Завдяки підтримці Чорторийських став послом від Холмщини на сейм, потім був обраний маршалком елекційного сейму, зіграв важливу роль у виборах останнього правителя Речі Посполитої.
Незабаром після цього — як нагороду за вірність — отримав посаду писаря польного литовського, потім в 1771 році став воєводою смоленським, через 10 років — воєводою полоцьким.
У 1775 році королівським привілеєм був призначений польним гетьманом литовським. Через 5 років відмовився від посади на користь Людвіка Тишкевича.
Вважаючи себе магнатом, постійно прагнув до примноження своїх володінь, хоча таким не був. Мав маєтності в Шаргороді, які виграв у карти в київського воєводи Станіслава Любомирського (1704—1793).
Близько 1782 року передав василіянам Шаргорода для розвитку монастиря і школи-бурси руїни замку і виділив необхідні кошти. Після третього поділу Польщі в 1795 році монастир в Російській імперії став православним. В монастирі була влаштована духовна семінарія, потім — училище. Навчальний заклад при Свято-Миколаївському монастирі вважався одним з найкращих навчальних закладів Поділля. У його стінах здобули освіту поет Степан Руданський та письменник Михайло Коцюбинський.
Всіляко сприяв Тадеушу Костюшку: допоміг зі вступом до елітного Корпусу кадетів, надавав йому багато послуг, часто приймаючи в родовому маєтку Сосновіце.
Був одружений з Теклею Деспот-Зенович, з якою мав двох дочок — Катажину і Людвіку (1751 — 6 грудня 1836). Увійшов в історію відмовою дати згоду на шлюб своєї дочки Людвіки з Т.Костюшком. На прохання Костюшка видати за нього дочку, відповів: «Голубка сизокрила — не для горобця, а дочка магнатська — не для дрібного шляхтича». Чоловіком Людвіки став обраний батьком багатий князь Юзеф Любомирський (київський каштелян, 1751 — липень 1817, Рівне). Згідно з поширеною думкою, одруження стало можливим через домовленості між ним та київським воєводою Станіславом Любомирським після програшу останнім в карти маєтку в Шаргороді, який став посагом Людвіки.
У 1762 році став кавалером Ордена Білого Орла, в 1765 році був нагороджений Орденом Святого Станіслава.